# Matias Joaquim da Gama e Silva
Matias Joaquim da Gama e Silva foi um político brasileiro.
Foi deputado à Assembleia Legislativa Provincial de Santa Catarina na 26ª legislatura (1886 — 1887).